# Álvaro Mones
Álvaro Jaime Mones Sibillotte (* 7. August 1942 in Montevideo, Uruguay) ist ein uruguayischer Wirbeltierpaläontologe, Biologe und Wissenschaftshistoriker. Er ist ein Spezialist für fossile südamerikanische Wirbeltiere.

## Leben
Mones ist der Sohn von Artigas Mones und Alicia Sibillotte. 1971 schloss er sein Studium der Biowissenschaften an der Fakultät für Geistes- und Naturwissenschaften der Universidad de la República (UdelaR) mit der Licenciado ab. Er war Stipendiat des Fulbright-Programms (USA) und der Alexander-von-Humboldt-Stiftung (Bundesrepublik Deutschland).
Mones trat 1965 als ehrenamtlicher Mitarbeiter in das Museo Nacional de Historia Natural ein, wurde 1970 Beamter, war von 1986 bis 1998 stellvertretender Direktor des Museums und war anschließend bis zum 31. August 2004 Direktor des Museo Nacional de Historia Natural y Antropología, mit Ausnahme eines kurzen Zeitraums (vom 22. Februar bis zum 5. November 2001). Seit September 2004 lebt er im Ruhestand und zog 2005 mit seiner Frau Ursula Kühl de Mones nach Augsburg.
Mones war Direktor der Abteilung für Paläontologie, von 1975 bis 1985 Professor für Wirbeltierpaläontologie an der Fakultät für Geistes- und Naturwissenschaften der UdelaR und 1981 Direktor der Abteilung für Artenschutz im Ministerium für Landwirtschaft und Fischerei (Uruguay). 
Mones ist ordentliches Mitglied des Instituto Histórico y Geográfico del Uruguay und korrespondierendes Mitglied unter anderem des Instituto Histórico e Geográfico do Brasil und der Real Academia de la Historia de España. Er ist Ehrenmitglied der Fundación de Historia Natural «Azara» (Buenos Aires) und Mitglied auf Lebenszeit der Asociación Paleontológica Argentina.
Mones ist Autor von mehr als 300 Schriften, darunter Bücher, Forschungsarbeiten und populärwissenschaftliche Artikel. 1997 veröffentlichte er das Buch Un ilustrado aragonés en el virreinato del Río de la Plata: Félix de Azara, 1742–1821: estudios sobre su vida, su obra y su pensamiento.

## Dedikationsnamen
Andrés Rinderknecht und R. Ernesto Blanco benannten 2008 Josephoartigasia monesi, die größte bekannte fossile Nagetierart, zu Ehren von Álvaro Mones.

## Erstbeschreibungen von Álvaro Mones
- Anatochoerus Vucetich & Mones, 1991
- Anatochoerus inusitatus Vucetich & Mones, 1991
- Artigasia Francis & Mones, 1966
- Contrerascynus Mones, 2014
- Ctenomys praderii Mones & Castiglioni, 1979
- Gondwanatheria Mones, 1987
- Josephoartigasia Mones, 2007
- Josephoartigasia magna (Mones, 2007)
- Marmosa contrerasi Mones, 1980
- Meridiosaurus Mones, 1980
- Meridiosaurus vallisparadisi Mones, 1980
- Microcavia aua Mones & Castiglioni, 1979
- Platygonus ticuli Mones, 1971
- Pseudoplohophorus francisi Mones, 1970
- Ricardocifellia Mones, 2015
- Tacuaremborum Mones, 1980
- Tacuaremborum oblongum (Mones, 1980)
- Thylamys contrerasi Mones, 1980
- Yacarerani Novas, Pais, Pol, Carvalho, Scanferla, Mones & Suárez Riglos, 2009